# Bobići (slastica)
Bobići su hrvatska kulinarska slastica. Splitsko su jelo. Jedna su od dalmatinskih inačica fave dei santi ili fave dei morti (u Šibeniku ih zovu favete). Jelo je u svezi s blagdanom Svih Svetih.

## Povijest
Nastala je u 17. stoljeću. Potječe iz Italije pod imenom fave dei morti. Nekad je bila slastica isključivo bogatijeg sloja društva, no porastom standarda, razvitkom poljodjelstva i industrijalizacijom jelo je dostupno svima. Ime su dobili jer sliče na bob, povrće koje je u nekim predajama čuvao duše pokojnika. Sve je pridonijelo da su postali slasticom za Sve Svete.
Zbog svoje osobitosti izrađuje ga se ručno zbog čega je zahtjevan za izradu. Važno je da ih se izrađuje u dvije različite boje, "bijele" i "crne" (u stvari su tamno smeđi).
U drugoj polovici 20. stoljeća bobiće je izrađivala splitska tvornica slastica Bobis te još neke slastičarne, što je omogućilo brojnim domaćicama uštedu vremena i napora, pa je tradicija domaće izrade dosta zamrla.

## Izrada
Za izradu bobića potrebni su bademi, šećer u prahu, jaje, žličica ruma ili maraskina a može i domaća rakija ili prošek, zatim nastrugani muškatni oraščić, nastrugana korica od limuna, biskvitne mrvice ili nastrugane piškote i ulje.
Poslužuje ih se uz tople ili hladne napitke.

## Vanjske poveznice
- Dobro jutro, Hrvatska/B.A./HRT: Jeste li se zasladili bobićima? HRT. 31. listopada 2020.